# Anatolij Mysjkin
Anatolij Dmitrijevitj Mysjkin (ryska: Анатолий Дмитриевич Мышкин), född 14 augusti 1954 i Sverdlovsk i dåvarande Sovjetunionen (nu Jekaterinburg i Ryssland), är en tidigare sovjetisk basketspelare som tog OS-brons både 1976 i Montréal och 1980 i Moskva. Med laget CSKA Moskva vann han åtta nationella titlar i Sovjetunionen.